# Route nationale 543
Die N543 war von 1933 bis 1973 eine französische Nationalstraße, die zwischen Sault und Septèmes-les-Vallons verlief. Ihre Länge betrug 104 Kilometer. Seit 2000 trägt die Straße durch den Fréjus-Straßentunnel bis zur italienischen Grenze die Nummer N543 als Fortsetzung der A43. Davor trug dieses Stück die Nummer N566. Auf der italienischen Seite setzt sie sich als Traforo 4 fort.